# The Tip of the Dark Continent: Cape Town, South Africa and Its Vicinity
The Tip of the Dark Continent: Cape Town, South Africa and Its Vicinity è un cortometraggio muto del 1914. Non si conosce il nome del regista del film.

## Produzione
Il film fu girato in Sudafrica, a Città del Capo e al Capo di Buona Speranza, e prodotto dalla Edison Manufactruing Company.

## Distribuzione
Distribuito dalla General Film Company, il film - un cortometraggio di 100 metri - uscì nelle sale cinematografiche degli Stati Uniti il 23 dicembre 1914. Nelle proiezioni, veniva programmato con il sistema dello split reel, accorpato in un'unica bobina con un altro cortometraggio prodotto dalla Edison, 'Twas the Night Before Christmas.